# Червонознаменский сельский совет (Кременчугский район)
Червонознаменский сельский совет (укр. Червонознам'янська сільська рада) — входит в состав
Кременчугского района
Полтавской области
Украины.
Административный центр сельского совета находится в 
с. Новая Знаменка.

## Населённые пункты совета
- с. Новая Знаменка
- с. Вольная Терешковка